# Асралт-Хайрхан
Асралт-Хайрхан (монг. Асралт хайрхан) — горная вершина в Монголии высотой 2799 метров над уровнем моря.

## Физико-географическая характеристика
Вершина Асралт-Хайрхан расположена в центральной части Монголии в аймаке Туве, сомон Эрдэнэ. 
Высота вершины Асралт-Хайрхан составляет 2799 метров над уровнем моря, она является высочайшей точкой нагорья Хэнтэй и располагается в центральной части нагорья. Относительная высота вершины Асралт-Хайрхан составляет 1426 метров, родительской вершиной по отношению к ней является ещё одна монгольская вершина Мянган-Ямаат высотой 3600 метров, расположенная примерно в 400 километрах в ЗЮЗ направлении.
В настоящий момент на Асралт-Хайрхане нет постоянного ледового-снежного покрова, однако, на южной и северной стороне горы сохранился рельеф в виде каров и морен, свидетельствующий об существовании ледников во времена последний ледниковой эпохи. По оценкам учёных, площадь ледников могла достигать примерно 10 км2.
Среднегодовая температура на горе составляет около -3°C (от -24°C в январе до + 16°C в июле), среднегодовая норма осадков составляет около 260 мм. Со склонов Асралт-Хайрхан берут начало реки Хонгор, Асралт и Хурхри.